# Лук гипсовый
Лук гипсовый (лат. Allium gypsaceum) — многолетнее травянистое растение, вид рода Лук (Allium) семейства Луковые (Alliaceae).

## Распространение и экология
В природе ареал вида охватывает Памиро-Алай. Эндемик.
Произрастает на выходах пестроцветных пород.

## Ботаническое описание
Луковица яйцевидно-шаровидная, диаметром 1—1,5 см; наружные оболочки сероватые, бумагообразные. Стебель высотой 7—20 см, до половины одетый скрытыми под землёй влагалищами листьев.
Листья в числе двух—трёх, шириной 2—5 мм, линейные, по краю шероховатые, значительно длиннее стебля.
Чехол немного или почти в два раза короче зонтика. Зонтик пучковато-полушаровидный, полушаровидный или реже шаровидный, многоцветковый, густой. Цветоножки равны или в полтора—два раза длиннее околоцветника, равные, при основании без прицветников. Листочки колокольчатого околоцветника грязновато-пурпурные, тупые, длиной 10—11 мм, наружные продолговато-линейные, острые, немного длиннее и шире внутренних обратно-ланцетных, зазубренных, туповатых. Нити тычинок в два раза короче листочков околоцветника, до половины между собой и с околоцветником сросшиеся, наружные ланцетно-шиловидные, внутренние немного шире, треугольные. Завязь сидячая, гладкая с шестью семяпочками.

## Таксономия
Вид Лук гипсовый входит в род Лук (Allium) семейства Луковые (Alliaceae) порядка Спаржецветные (Asparagales).
|  |                                      |  |                                                             |                                                             |                   |  | ещё 24 семейства (согласно Системе APG II) | ещё 24 семейства (согласно Системе APG II) |                     |  |  |  | ещё более 870 видов |
|  |                                      |  |                                                             |                                                             |                   |  | ещё 24 семейства (согласно Системе APG II) | ещё 24 семейства (согласно Системе APG II) |                     |  |  |  | ещё более 870 видов |
|  |                                      |  |                                                             | порядок Спаржецветные                                       |                   |  |                                            |                                            | род Лук             |  |  |  |                     |
|  |                                      |  |                                                             | порядок Спаржецветные                                       |                   |  |                                            |                                            | род Лук             |  |  |  |                     |
|  | отдел Цветковые, или Покрытосеменные |  |                                                             |                                                             | семейство Луковые |  |                                            |                                            | вид Лук гипсовый    |  |  |  |                     |
|  | отдел Цветковые, или Покрытосеменные |  |                                                             |                                                             | семейство Луковые |  |                                            |                                            |                     |  |  |  |                     |
|  |                                      |  | ещё 44 порядка цветковых растений (согласно Системе APG II) | ещё 44 порядка цветковых растений (согласно Системе APG II) |                   |  |                                            | ещё около 300 родов                        | ещё около 300 родов |  |  |  |                     |
|  |                                      |  |                                                             | ещё 44 порядка цветковых растений (согласно Системе APG II) |                   |  |                                            |                                            | ещё около 300 родов |  |  |  |                     |